# Omphalotrigonotis
- Commons
- Wikispecies

Omphalotrigonotis é um gênero de plantas pertencente à família Boraginaceae.